# France aux Jeux olympiques d'hiver de 1936
Cet article contient des informations sur la participation et les résultats de la France aux Jeux olympiques d'hiver de 1936 à Garmisch-Partenkirchen en Allemagne.
L'équipe de France olympique a remporté une médaille lors de ces Jeux olympiques d'hiver de 1936. Elle se situe à la 10e place des nations au tableau des médailles.

## Bilan général
| Place | Sport     | Médaille d'or, Jeux olympiques | Médaille d'argent, Jeux olympiques | Médaille de bronze, Jeux olympiques | Total |
| ----- | --------- | ------------------------------ | ---------------------------------- | ----------------------------------- | ----- |
| 1     | Ski alpin | 0                              | 0                                  | 1                                   | 1     |
| Total | Total     | 0                              | 0                                  | 1                                   | 1     |

## Médaillés
| Sport     | Discipline     | Athlète(s)   | Score | Date      |
| --------- | -------------- | ------------ | ----- | --------- |
| Ski alpin | Combiné hommes | Émile Allais | 94.69 | 9 février |

## Résultats

### Ski alpin
| Athlète           | Épreuve | Descente | Descente    | Slalom | Slalom | Finale | Finale                              |
| Athlète           | Épreuve | Score    | Rang        | Score  | Rang   | Score  | Rang                                |
| ----------------- | ------- | -------- | ----------- | ------ | ------ | ------ | ----------------------------------- |
| Émile Allais      | Combiné | 96,18    | 4e          | 93,20  | 3e     | 94,69  | Médaille de bronze, Jeux olympiques |
| Maurice Lafforgue | Combiné | 87,25    | 14e         | 84,40  | 10e    | 85,83  | 11e                                 |
| Roland Allard     | Combiné | 82,26    | 22e         | 73,45  | 26e    | 77,86  | 22e                                 |
| René Lafforgue    | Combiné | —        | Non partant | —      | —      | —      | —                                   |

### Ski de fond
Ski de fond :Alfred Jacomis, Nicolas Mermoud, Robert Gindre et Léonce Cretin (Remplaçants :Chevassus et Buffard.)